# Valérie Manteau
Valérie Manteau, née en 1985, est une autrice, éditrice et journaliste française. Elle vit entre Marseille, Paris et Istanbul.

## Biographie
Valérie Manteau participe au journal satirique Charlie Hebdo de 2009 à 2013, elle fut également éditrice aux éditions Les Échappés de 2008 à 2013. En 2013, elle rejoint le Musée des Civilisations de l’Europe et de la Méditerranée (Mucem) à Marseille, comme chargée d'édition et de diffusion, qu'elle quitte en 2018. Habitante du quartier de Noailles à Marseille, elle est membre du Collectif du 5 novembre - Noailles en colère créé après l'effondrement des immeubles rue d'Aubagne à Marseille et de divers collectifs.  Elle est cosignataire de la tribune "Nous sommes tous des enfants de Noailles" parue dans Le Monde le 30 janvier 2019 avec les signatures de Robert Guédiguian, Keny Arkana, IAM, Sophie Calle, Barbara Cassin...

## Publications
Ses deux premiers ouvrages Calme et Tranquille (2016) et Le Sillon (2018) sont édités aux éditions Le Tripode. Pour ces premiers romans, l'autrice s'inspire de la Turquie, pays qui lui est cher, afin de tisser sa narration.     
Avec Calme et Tranquille, Valérie Manteau écrit un récit biographique entre souvenirs intimes et drame collectif, ou quand la violence fait soudainement irruption dans un quotidien,,. Pour Le Sillon, l'autrice s'attache à l’histoire de Hrant Dink, journaliste et écrivain turc d'origine arménienne, assassiné pour avoir défendu un idéal de paix. Elle y associe sa propre errance dans les rues d'Istanbul,. En 2018, elle reçoit le prix Renaudot pour ce second ouvrage,.    

## Théâtre
Valérie Manteau est l’autrice du texte Désir d'enfant, une autofiction destinée au théâtre mise en scène par Jean-Paul Delore, et d'une histoire congolaise, On est ensemble, dans le cadre du projet collectif Fuir le fléau mis en scène en 2021 par Annelaure Liégeois

## Journalisme
Elle tient depuis le mois d'octobre 2018 une chronique hebdomadaire dans le journal La Marseillaise, consacrée aux femmes militantes à Marseille.
A l'initiative de la compagnie marseillaise Lieux publics et de Radio Grenouille, elle produit depuis 2020 les Chroniques d'une ville éphémère, illustrées par Stephan Muntaner.

## Œuvres
- Calme et Tranquille, Le Tripode, 2016, 200 p.  (ISBN 2370551119)
- Le Sillon, Le Tripode, 2018  (ISBN 2370551674)

## Prix et distinctions
- 2018 : Prix Renaudot pour Le Sillon[18]
- 2018 : Trophée littéraire des Nouvelles d'Arménie Magazine pour Le Sillon[19]